# Hammatorrhina pulchra
Hammatorrhina pulchra är en tvåvingeart som beskrevs av Edwards 1927. Hammatorrhina pulchra ingår i släktet Hammatorrhina och familjen Blephariceridae.
Artens utbredningsområde är Sri Lanka. Inga underarter finns listade i Catalogue of Life.